# Андреевка (Кегичёвский район)
Андре́евка (укр. Андріївка) — село,
Андреевский сельский совет,
Кегичёвский район,
Харьковская область, Украина.
Код КОАТУУ — 6323180401. Население по переписи 2001 года составляет 602 (283/319 м/ж) человека.
Является административным центром Андреевского сельского совета, в который, кроме того, входят сёла
Землянки и
Александровка.

## Географическое положение
Село Андреевка находится на расстоянии в 3 км от реки Вшивая (левый берег), выше по течению на расстоянии в 3 км расположено село Александровка, ниже по течению на расстоянии в 3 км расположено село Кобзевка. По селу протекает пересыхающий ручей с несколькими запрудами. Через село проходит автомобильная дорога Т-2109.

## История
- 1885 — дата основания.

## Экономика
- Молочно-товарная, свино-товарная и птице-товарная ферма, машино-тракторные мастерские.
- «Андреевка», ЧП.
- «Мелиса», ЧФ, аптеки.
- Фермерское хозяйство «Морозовское».
- Фермерское хозяйское «Лидия-А».

## Объекты социальной сферы
- Детский сад.
- Андреевская общеобразовательная школа I—III ст.

## Достопримечательности
- Братская могила советских воинов.

## Религия
- Свято-Покровский храм.